# Les Poètes (recueil)
Pour l’article homonyme, voir Les Poètes.
Les Poètes est un recueil de poésie écrit par Louis Aragon, publié par Gallimard en 1960. Le texte a été revu et corrigé par l'auteur en 1968 et 1976.
Le recueil est conçu comme une « fausse pièce de théâtre » à fort contenu intertextuel (H. Bismuth) rendant hommage à des grands poètes dont Paul Verlaine, Friedrich Hölderlin, John Keats, Christopher Marlowe, etc.
Plusieurs textes avaient déjà été publiés depuis 1957 comme hommages liés à une circonstance précise tel À un lauréat, à l'occasion de la mort de Francis Carco.
Des extraits ont été mis en musique par divers interprètes : un par Léo Ferré, un par Monique Morelli, un par Hélène Martin, huit par Jean Ferrat, trois par Marc Ogeret.